# Poliodestra
Poliodestra là một chi bướm đêm thuộc họ Noctuidae.